# مشروع تخطيط طيبة
مشروع تخطيط طيبة ويعرف عالميا باسم Theban Mapping Project وهو مشروع عالمي أقامته مؤسسة طيبة (أسسها عالم المصريات البريطاني جون رومر ومقرها الآن الجامعة الأمريكية بالقاهرة) عام 1978 بهدف وضع خريطة كاملة للمعالم الأثرية والمقابر الملكية بوادي الملوك ومدينة طيبة الجنائزية على وجه العموم.

## القائمين على المشروع
حتى 1 يناير 2011 ضمت اللجنة القائمة على إدارة مشروع تخطيط طيبة إثني عشر فردا من ستة جنسيات مختلفة وهم:
| الاسم             | المنصب                   |
| ----------------- | ------------------------ |
| د. كينت ويكس      | مدير المشروع             |
| سوزان هاوي ويكس   | رسامة                    |
| د. سليمة إكرام    | محللة بيطرية             |
| نيجل هيثيرينجتون  | مدير مشروعات الصيانة     |
| أحمد محمود حسن    | كبير مشرفي المواقع       |
| دينا إسحق بخوم    | أخصائية بمشروعات الصيانة |
| ماتياز كاييينك    | مصور                     |
| / والتون شان      | مهندس معماري             |
| بريندان هايت      | مدير الموقع الإليكتروني  |
| لمياء الحديدي     | أخصائية بمشروعات الصيانة |
| لوسي جونز         | باحثة علمية              |
| مجدي أبو حميد علي | منسق عام المشروع         |

## وصلات خارجية
- الموقع الرسمي لمشروع تخطيط طيبة